# Presličevke
Presličevke (preslice, lat. Equisetaceae), biljni rod preslica, borak, konjski rep ili stukavac (Equisetum) danas je jedini živi predstavnik porodice presličevki (Equisetaceae), i jedini živi predstavnik reda Equisetales i razreda  Equisetopsida i čini dio vaskularnih biljaka poznatih tradicionalno kao Papratnjače (Pteridophyta).
Drugi rod ove porodice je Equisetites pozant je samo po fosilnim nalazima, a pripadaju mu vrste E. muensteri, E. conicus i E. pusillus.

## Evolucija i sistematika
Equisetaceae jedina je preživjela porodica reda Equisetales, skupine s mnogo fosila velikih biljaka nalik drvetu koje su imale rebraste stabljike slične modernim preslicama. Pseudobornia je najstariji poznati rođak Equisetuma; rastao je u kasnom devonu, prije oko 375 milijuna godina i pripada vlastitom redu.
Sve žive preslice svrstavaju se u rod Equisetum. Ali postoje neke fosilne vrste koje se ne mogu pripisati modernom rodu. Equisetites je "takson smeća" koji ujedinjuje sve vrste velikih preslica iz mezozoika; gotovo je sigurno parafiletski i vjerojatno bi opravdao da bude uključen u Equisetum. No dok su neke vrste koje su ondje smještene vjerojatno preci modernih preslica, postoje izvješća o sekundarnom rastu kod drugih Equisetita, a oni vjerojatno predstavljaju zasebnu i sada izumrlu lozu preslica. Equicalastrobus je naziv za fosilne preslice sa strobilim.